# آیدان وایت (بازیکن فوتبال)
آیدان وایت (انگلیسی: Aidan White؛ زادهٔ ۱۰ اکتبر ۱۹۹۱) یک بازیکن فوتبال اهل ایرلند است.